# Белласен, Билель
Билель Белласен (фр. Bilel Bellahcene; род. 14 марта 1998, Страсбург) — алжирский, ранее французский шахматист, гроссмейстер (2018).

## Шахматная карьера
Чемпион Алжира 2018 года.
Участник 2-х чемпионатов мира среди юниоров (2017—2018).
В составе сборной Франции бронзовый призёр 36-го Кубка Митропы по шахматам (2017) в г. Балатонсарсо. В составе сборной Алжира участник 43-й Олимпиады (2018) в Батуми.
Участник 15-го Чемпионата Африки (2019) в г. Хаммамете (4 место, 44 участника) и Кубка мира 2019 года в Ханты-Мансийске (выбыл из турнира в первом раунде, проиграв Х. Накамуре).
По состоянию на январь 2021 занимает 1-е место в рейтинг-листе алжирских шахматистов и 4-е место среди шахматистов Африканского континента.

## Спортивные результаты
| Год  | Город        | Турнир                                                | + | − | = | Результат | Место |
| ---- | ------------ | ----------------------------------------------------- | - | - | - | --------- | ----- |
| 2016 | Карлсруэ     | «GRENKE Chess Open 2016 A-Open»                       | 6 | 2 | 1 | 6½ из 9   | [ 4 ] |
| 2017 | Париж        | «Championnat de Paris Ile-de-France 2017 — Open Fide» | 6 | 0 | 3 | 7½ из 9   | [ 5 ] |
| 2017 | Балатонсарсо | «MITROPA Cup 2017 Men»                                | 2 | 0 | 7 | 5½ из 9   | 3     |
| 2017 | Тарвизио     | 56-й чемпионат мира среди юниоров                     | 5 | 4 | 2 | 6 из 11   | 52    |
| 2018 | Гебзе        | 57-й чемпионат мира среди юниоров                     | 5 | 3 | 3 | 6½ из 11  | 30    |

## Изменения рейтинга
| Графики недоступны из-за технических проблем. См. информацию на Фабрикаторе и на mediawiki.org. |